# Michiel Uitdehaag
Michiel Cornelis Uitdehaag (Roosendaal en Nispen, 22 april 1979) is een Nederlands planoloog, politicus en bestuurder. Hij is lid van D66.  Sinds 11 juli 2023 is hij burgemeester van Venray.

## Jeugd, opleiding en loopbaan
Uitdehaag is geboren in Roosendaal en Nispen en verhuisde in 1984 naar Druten en ging naar openbare basisschool 'De Appelhof' aldaar, waar zijn vader destijds directeur van was. Daarna ging hij van 1991 tot 1997 naar het atheneum op het Pax Christi College in Druten. Een gebeurtenis in zijn jeugd was de evacuatie van het Rivierenland.
Uitdehaag heeft van 1997 tot 2003 landinrichtingswetenschappen gestudeerd aan de toenmalige Landbouwuniversiteit Wageningen met als hoofdvak landgebruiksplanning en bijvakken als communicatie, bestuurs- en bedrijfskunde. Van 2003 tot 2004 was hij bestuurslid voor de Jonge Democraten in Wageningen. Van 2004 tot 2005 was hij als landelijk bestuurslid van de Jonge Democraten verantwoordelijk voor de promotie. Van 2005 tot 2009 was hij bestuurslid van de Homogroep Wageningen.
Uitdehaag is na zijn studie van 2003 tot 2007 werkzaam geweest als planoloog bij een adviesbureau voor ruimtelijke ordening en van 2007 tot 2009 als planoloog bij de gemeente Winterswijk. Vanaf 1 maart 2009 tot aan het wethouderschap was hij werkzaam bij de gemeente Wijk bij Duurstede in de hoedanigheid van strategisch adviseur en teamleider ruimtelijke ordening.

## Politieke loopbaan
Uitdehaag was namens D66 van 2002 tot 2006 commissielid in Wageningen in de raadscommissie 'Kennisstad en Economie'. Namens D66 was hij 2006 tot 2010 gemeenteraadslid en fractievoorzitter in Wageningen en van 2010 tot 2016 wethouder en 1e locoburgemeester. Van 2010 tot 2014 had hij er ruimtelijke ordening, openbare werken, verkeer en
volkshuisvesting (inclusief grondzaken) in zijn portefeuille en van 2014 tot 2016  financiën, openbare werken, participatie en economie.
Uitdehaag was van 21 januari 2016 tot 1 juni 2023 burgemeester van Texel. Hij had er voor en door bewoners, zorg voor elkaar en veiligheid op orde, mooi en gastvrij Texel en goede bereikbaarheid in zijn portefeuille. Op 11 juli 2023 werd hij burgemeester van Venray. Hij kreeg er algemeen bestuur en veiligheid in zijn portefeuille. Hij werd ook bestuurslid van de landelijke bestuurdersvereniging van D66.

## Privéleven
Uitdehaag woont samen met zijn vriend André.
- International Standard Name Identifier: 0000 0003 9084 3732
- Nederlandse Thesaurus van Auteursnamen: 236639714
- Virtual International Authority File: 284530818
- WorldCat: E39PBJp9xPt4bJtrKmVrr9QH4q